# Heuchera americana
Espèce
Classification APG III (2009)
Heuchera americana est une espèce de plantes du genre Heuchera et de la famille des Saxifragaceae. 

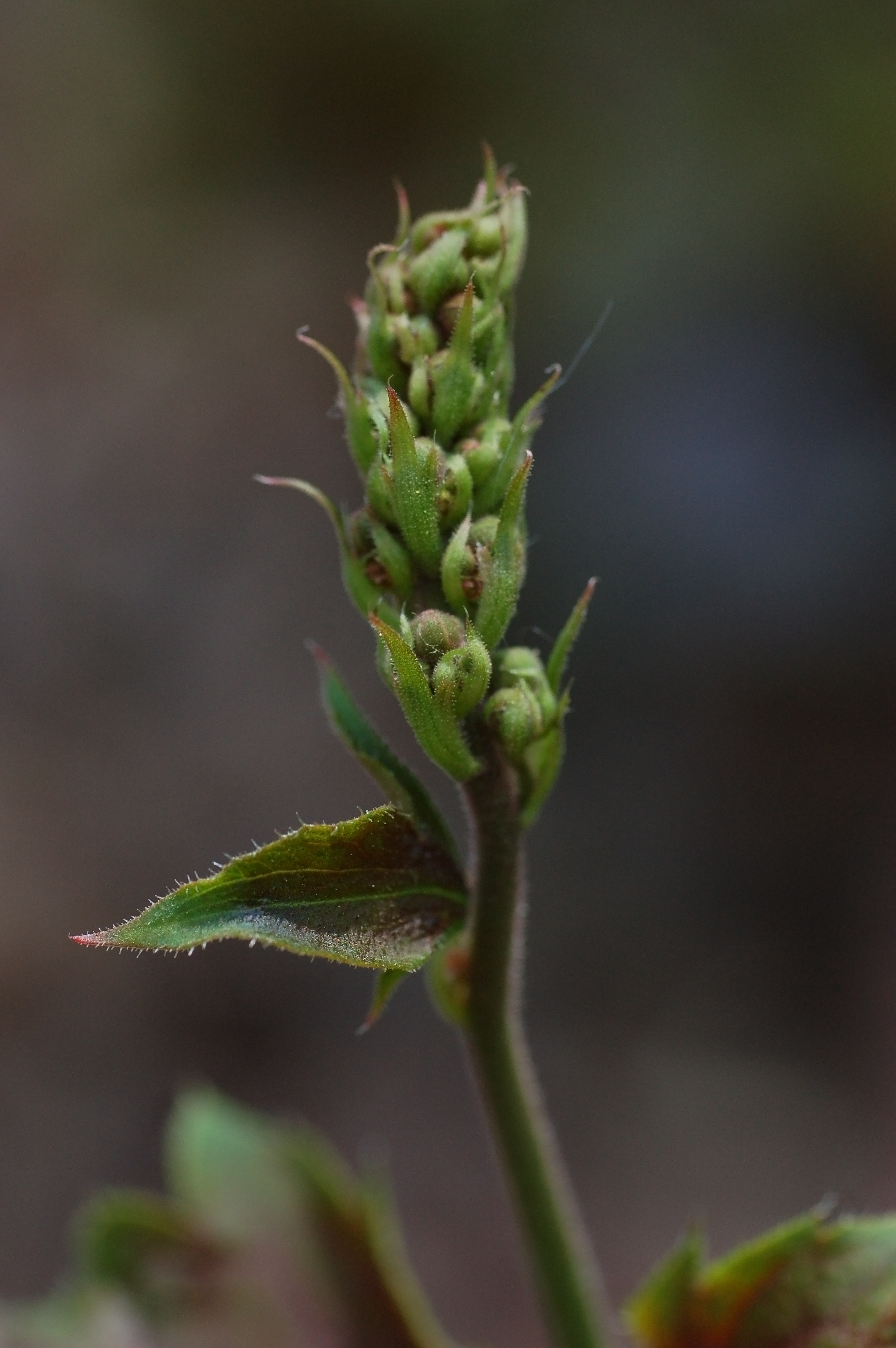
Heuchera americana - tige.